# Nesopachyiulus insularis
Nesopachyiulus insularis är en mångfotingart som först beskrevs av Henri W. Brölemann 1901.  Nesopachyiulus insularis ingår i släktet Nesopachyiulus och familjen kejsardubbelfotingar. Inga underarter finns listade i Catalogue of Life.